# René Namur
Pour les articles homonymes, voir Namur (homonymie).
René Namur, né le 12 décembre 1909 à Montauban (Tarn-et-Garonne), décédé le 11 mars 1976 à Toulon, est un joueur de rugby à XV français. Il a joué avec l'équipe de France et fut l'irremplaçable talonneur du Rugby club toulonnais durant les années 1930 (et seul joueur du club disputant trois finales d'importance durant cette période).

## Carrière

### En club
- US Montauban
- Stade toulousain
- 1930-1945 : RC Toulon

### En équipe nationale
Il a disputé son premier match avec l'équipe de France le 6 avril 1931 contre l'équipe d'Angleterre, et son deuxième et dernier le 19 avril de la même année contre l'équipe d'Allemagne.

## Palmarès

### En club
- Champion de France : 1931 (1er titre acquis par le RC Toulon, lors de sa 1re finale)
- Vainqueur du challenge Yves du Manoir : 1934
  - Finaliste : 1939

### En équipe nationale
- 2 sélections en équipe de France en 1931